# Leão de Trípoli

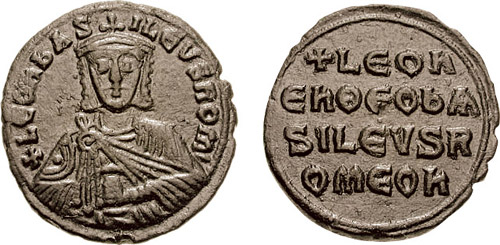
Fólis de r.

Grécia bizantino no século X

Leão de Trípoli ou Leão Tripolita (em grego: Λέων ὸ Τριπολίτης; romaniz.: Léon ò Tripolítes), conhecido em árabe como Raxique al-Uardami (رشيق الوردامي) e Gulam Zurafa (غلام زرافة), foi um renegado grego e corsário do Califado Abássida no início do século X. Nascido no Império Bizantino numa família cristã, converteu-se ao Islão depois de ter sido capturado e acabou por se tornar almirante ao serviço dos seus captores. Ele é notável por seu saque de Salonica em 904. 

## Vida
Nada se sabe da infância de Leão, exceto que nasceu em ou próximo a Ataleia, a capital do Tema Cibirreota, e foi capturado em um raide árabe e levado para Trípoli. Em cativeiro, converteu-se ao islamismo, e entrou em serviço de seus captores como um marinheiro e comandante. Em fontes árabes, é chamado Lavi Abul Harite (Lāwī Abū'l-Ḥāriṭ) e recebe a alcunha de Gulam Zurafa, "servente/pagem de Zurafa", provavelmente refletindo o nome de seu primeiro mestre muçulmano. Ele é também referido como Raxique al-Uardami (Rashīq al-Wardāmī). Alexander Vasiliev interpreta o elemento Uardami em seu segundo nome árabe como significando que Leão era um mardaíta.
Os detalhes do começo da carreira de Leão nas frotas muçulmanas são desconhecidos, mas parece que teria ascendido rapidamente: o historiador Almaçudi, que encontrou-o em pessoa, relata-o como um dos melhores navegantes de seu tempo. Nas fontes árabes, aparece com os títulos genéricos de comandante (caide) ou almirante (amir albar), bem como governador (saíbe) de Trípoli e sub-governador (naíbe) de Tarso. Ambas as cidades eram grandes centros navais muçulmanos no final do século IX, e devido a sua proximidade com o Império Bizantino, funcionaram como áreas de preparação para os raides navais muçulmanos.
No começo de 904, ao lado de outro renegado grego, Damião de Tarso, Leão participou na campanha abássida que arrasou o Egito dos tulúnidas e restaurou-o ao controle abássida. Leão e Damião frequentemente cooperariam na década seguinte em seus ataques ao Império Bizantino. No verão de 904, Leão estava na chefia de uma grande expedição naval abássida de 54 navios sírios e egípcios, cujo alvo inicial relatadamente era Constantinopla. A frota árabe penetrou o Dardanelos e saqueou Abidos, com a frota bizantina sob o drungário Eustácio Argiro relutante em confrontá-los. O imperador Leão VI, o Sábio (r. 886–912) substituiu Argiro pelo mais enérgico Himério, mas Leão de Trípoli antecipou os bizantinos, retornou para oeste e alcançou a segunda cidade imperial, Salonica, que ele saqueou durante 10 dias após um cerco de três dias em 31 de julho de 904. O saque produziu grande butim e muitos cativos que foram levados e vendidos como escravos, incluindo a testemunha ocular João Caminiata, que escreveu o principal relato do cerco e queda da cidade. Fontes árabes, confundindo Salonica com Ataleia, erroneamente relatam que Leão saqueou a última cidade.
É desconhecido se Leão era o chefe da frota árabe derrotada por Himério no Dia de São Tomás (6 de outubro, provavelmente em 906), mas, ao lado de Damião de Tarso, estava no comando da frota árabe que conseguiu uma grande vitória sobre Himério em abril de 912 em Quios, em retaliação aos ataques aos árabes no Chipre, enquanto retornava de uma tentativa infrutífera para reconquistar o Emirado de Creta. Finalmente, em 921/922, a frota imperial sob o patrício e drungário João Radeno derrotou a frota de Leão fora de Lemnos. Grande parta da frota árabe foi destruída e Leão escapou por pouco. Ele desaparece das fontes após este evento.